# Біллі Джоел

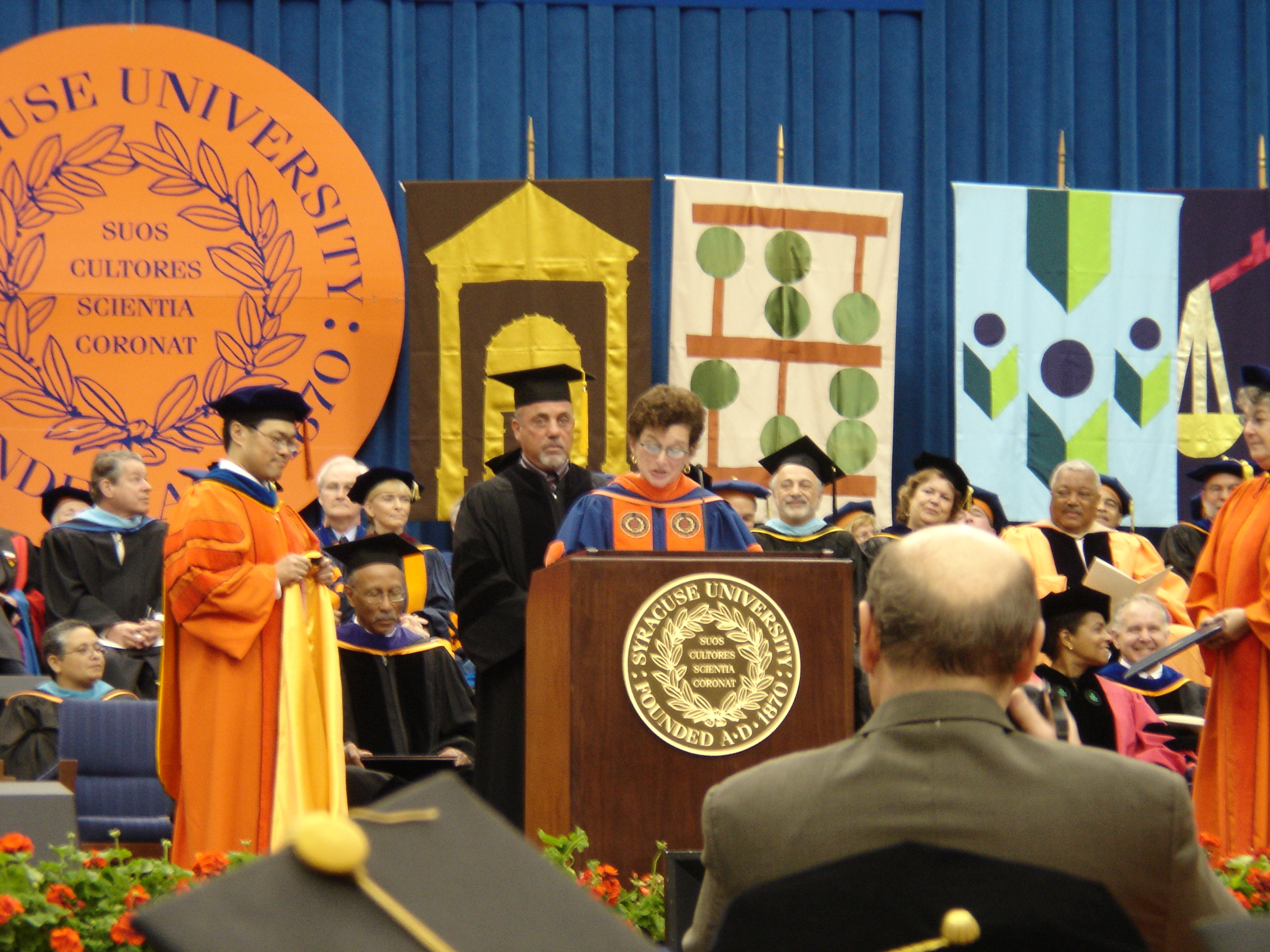
Біллі Джоел (у чорній мантії) на урочистій церемонії надання звання doctor honoris causa Університету в Сіракузах

Бі́ллі Джо́ел (англ. Billy Joel, повне ім'я — William Martin Joel; *9 травня 1949, боро Бронкс, Нью-Йорк, США), — американський композитор, автор текстів пісень та піаніст, який працює у різних жанрах музичного мистецтва: рок-, поп- та сучасній академічній музиці. З 82,5 млн проданих музичних альбомів (160 млн у всьому світі), Біллі Джоел є одним з найуспішніших соло-музикантів за всю історію США. П'ятиразовий лауреат премії Ґреммі, почесний доктор музики багатьох університетів.

## Біографічні відомості
Народився в родині єврейських емігрантів з Європи. Батько, Говард (за народженням Гельмут Джоел) походив з Нюрнбергу (Німеччина), був класичним піаністом та підприємцем, але в США почав працювати інженером. Його мати, Розалінда Джоел (Наймен) народилася в Брукліні, але її батьки походили з Англії. Біллі Джоел почав грати на фортепіано ще у дитинстві, а після перегляду виступу групи «Бітлз» у 1964 захопився рок-н-ролом. У 1967 році він приєднався клавішником до групи The Hassles.
Сольну кар'єру розпочав у 1972 альбомом Cold Spring Harbour. Першим хітом стала композиція Piano Man — балада 1973 року. Серед наступних найвідоміших творів: Just The Way You Are (1978), Uptown Girl (1983), A Matter Of Trust (1986), Leningrad (1989), We Didn't Start The Fire (1989) River Of Dreams (1993) All About Soul (1993).
У 1997 Джоел оголосив про закінчення своєї кар'єри рок-музиканта, після чого присвятив себе творенню фортепіанної музики. Так з'явилися альбом Fantasies & Delusions, що складається з 12 мініатюр, виконаних Річардом Джу (Richard Joo). Музика продовжує романтичну та залучає риси блюзу. Композиції сприйнято неоднозначно: частина критиків відзначала певну свіжість, що вирізняє їх серед надмірно складної сучасної музики, інші критикували композитора за брак оригінальності й стилістичні запозичення.
Попри задекларований відхід від рок-музики, Джоел кілька разів повертався на сцену у концертах «діалогах» з Елтоном Джоном, а також після теракту 2001 року. Джоел отримав титул Doctor honoris causa університету Fairfield University of Connecticut. З 1999 року ім'я Джоела занесено до Зали слави рок-н-ролу.
1964 року він приєднався до своєї першої групи — The Echoes, після якої грав у подібних аматорських рок-н-рольних групах The Emerald та The Losi Souls. У цей період Біллі також спорадично акомпанував таким виконавцям, як Чаббі Чекер та групі Shangri-las.
1967 року Джоел опинився у ролі піаніста у популярній на «Long Island» формації The Hassles. Група уклала угоду з фірмою «United Artists» і у її складі Джоел записав два альбоми — «The Hassles» та «The Hour Of The Wolf». 1969 року він разом з ударником The Hassles Джоном Смоллом утворив дует Attila. Цей дует 1970 року випустив єдиний альбом «Attila», після чого кожний з музикантів вирушив своїм шляхом. Побічно виступаючи на сцені, Джоел також друкував у журналі «Changes» статті про поп-музику. 1970 року у Біллі трапився сильний нервовий зрив, який був пов'язаний з невдачею у музичній кар'єрі. Пройшовши курс лікування, Джоел під псевдонімом Біллі Мартін 1971 року повернувся до музичної кар'єри й почав виступати у лос-анджелеському нічному клубі «Executive Room». 1972 року демо-плівка, яку Джоел надіслав до фірми «Family Productions», перетворилась на перший сольний альбом артиста «Cold Spring Harbor», який продавався не дуже гарно, головним чином через погану промоцію. Однак коли на замовлення однієї з радіостанцій Біллі записав пісню «Captain Jack», і яка стала андерграундовим хітом, фірма «Columbia» знайшла Джоела аж у Каліфорнії, щоб укласти з ним довголітню угоду на записи.
1973 року титульний твір з альбому «Piano Man» потрапив до американського «Тор 30» і відкрив музиканту шлях до повної успіху кар'єри. Проте надалі Джоел навмисне відмовляв керівництву «Columbia», яке вимагало від нього комерційнішого матеріалу. Однак, попри це, два наступні лонгплеї «Street Life Serenade» та «Turnstiles» здобули чималий успіх, а 1977 року його альбом «The Stranger» відібрав титул «бестселер номер один» фірми «Columbia» у платівки Саймона та Гарфанкеля «Bridge Over Trouble Water». Найвідоміша пісня, що походила з цього видання, — «Just The Way You Are», здобула дві нагороди «Grammy»: як найкраща пісня та запис року. Ця романтична балада швидко стала класичною, а 1978 року у виконанні Баррі Вайта здобула великий успіх у Великій Британії.
До виданого 1979 року альбому «52nd Street» ввійшов черговий великий хіт артиста «My Life», а з платівки 1980 року «Glass Houses» походив перший у кар'єрі Джоела американський хіт номер один — пісня «It's Still Rock'n'Roll To Me». Проте імідж артиста, як людини в усьому згодної й дуже далекої від усіляких суперечливих постатей, похитнувся разом із записом альбому «The Nylon Curtain», до якого ввійшли дві пісні протесту — «Allentown» та «Goodnight Saigon».
Але 1984 року Джоел повернувся до менш складної тематики, видавши альбом «An Innocent Man», з якого походив хіт-сингл «Uptown Girl». Попри те, що надалі Джоел записувався дедалі рідше, все ж йому час від часу вдавалось поповнити свій доробок хітом, який зміцнював його позиції у поп-музиці.
1991 року Джоел здобув почесний ступінь доктора «Fairfield University» штату Коннектикут. Того ж року отримав почесну нагороду Grammy Legend Award. Виданий 1993 року альбом «River Of Dreams» виявився черговим великим успіхом співака, потрапивши на третє місце британського та перше американського чартів. 1997 року співак повернувся в американський «Тор 10» разом зі збіркою «Greatest Hits.Vol.З».

## Дискографія
1971 — Cold Spring Harbor
1973 — Piano Man
1974 — Streetlife Serenade
1976 — Turnstiles
1977 — The Stranger
1978 — 52nd Street
1980 — Glass Houses
1981 — Songs in the Attic [live]
1982 — The Nylon Curtain
1983 — An Innocent Man (разом з Тутсом Тілемансом)
1986 — The Bridge
1987 — KOHUEPT (Live in Leningrad)
1989 — Storm Front
1993 — River of Dreams
2000 — 2000 Years — The Millennium Concert
2001 — Fantasies & Delusions

## Композиторський доробок
- Just the Way You Are для фортепіано
- Movin' Out балет
- New York State of Mind для фортепіано
- Root Beer Rag Rag для фортепіано
- Shameless — Арія для фортепіано
- On a Separatio, Op. 1 для фортепіано
- Nunley's Carousel — Вальс, Op. 2 для фортепіано
- Villa d'Este, Op. 3 для фортепіано
- Film Noir — Фантазія для фортепіано, Op. 4 для фортепіано
- Steinway Hall — Вальс, Op. 5 для фортепіано
- Інвенція до-мінор, Op. 6 для фортепіано
- Grand Canal — Арія для фортепіано, Op. 7 для фортепіано
- Star-Crossed — Сюїта, Op. 8 для фортепіано
- For Lola — Вальс, Op. 9 для фортепіано
- Dublinesque — Арія для фортепіано, Op. 10 для фортепіано